# پراویدنس (یوتا)
پراویدنس (به انگلیسی: Providence) شهری در ایالت یوتا کشور ایالات متحده آمریکا است که جمعیت آن در سرشماری سال ۲۰۱۰ میلادی، ۷٬۰۷۵ نفر بوده‌است.